# 科斯強季尼夫卡 (茲納緬卡區)
48°40′19″N 32°32′8″E / 48.67194°N 32.53556°E
科斯強季尼夫卡（烏克蘭語：Костянтинівка），是烏克蘭中部的村莊，隸屬基洛夫格勒州的克羅皮夫尼茨基區。該村面積0.71平方公里，海拔高度155米，2001年人口265，人口密度每平方公里372.7人。